# Daniel Deronda (película de 2002)
Daniel Deronda es una película británica de 2002, hecha para la televisión de la British Broadcasting Corporation (BBC) y basada en la novela homónima de George Eliot. De esta, se han hecho otras adaptaciones: una película muda y una serie para la televisión. (Véase: Daniel Deronda).
Como su metraje es muy extenso (210 minutos), la película está preparada para ser emitida en tres o cuatro bloques y cada una de estas partes puede emitirse como si se tratara del episodio de una pequeña miniserie.

## Otros créditos
- Productores ejecutivos: Rebecca Eaton, Kate Harwood, Laura Mackie.
- Diseño de producción: Don Taylor.
- Casting: Nina Gold.
- Sonido: John Taylor, Paul Hamblin, Graham Headicar, Stefan Henrix, Becki Ponting.
- Dirección artística: Grant Montgomery.
- Montaje: Philip Kloss.
- Decorados: Nicola Barnes.
- Diseño de vestuario: Mike O'Neill.
- Maquillaje: Caroline Noble, Rebecca Cole, Tapio Salmi, Ashley Johnson.
- Peluquería: Caroline Noble.

## Premios
- Ganó dos Premios BAFTA de televisión (en la categoría ficción o entretenimiento) y estuvo nominada a otros tres.
  - BAFTA al mejor sonido: John Taylor, Paul Hamblin, Graham Headicar, Stefan Henrix y Becki Ponting.
  - BAFTA al mejor montaje: Philip Kloss.
  - Nominada a la mejor fotografía e iluminación: Fred Tammes.
  - Nominada al mejor diseño de vestuario: Mike O'Neill.
  - Nominada al mejor maquillaje y diseño de peluquería: Caroline Noble.
- La película ganó el premio del Festival de Televisión de Banf (Canadá) a la mejor miniserie. También ganó el premio de la prensa británica a la mejor serie dramática.